# 天旋地轉
《天旋地轉》是由Interplay娛樂公司發行的3D第一人稱射擊遊戲，最初于1994年在欧洲推出。其后整個系列共推出了三作。

## 遊戲玩法
該遊戲是第一身太空模擬射擊遊戲。

## 故事大綱
故事發生在未來，人類已經開始在太空採集資源，不過主要由自動化的機械人來代勞。其中一間大型採礦企業Post Terran Mining Corporation的多個礦場，接連發生工作機械人因感染電腦病毒而狂暴化殺人的事件。玩家飾演一名叫Material Defender MD1032的僱傭兵，受聘於PTMC，駕駛太空戰鬥機前往太陽系各個星球的衛星礦場，清除所有被電腦病毒感染的機械人。
第二集中主角因被PTMC總裁的威迫利誘下，無奈地繼續他的任務，在戰鬥機中安裝空間跳躍裝置，前往太陽系以外的星系處戰鬥。第三集的劇情就是在第二集的結尾中，主角的太空戰鬥機在完成任務歸航去地球期間，空間跳躍裝置發生故障而失控，主角也失去意識，機體跳躍到去太陽附近，在太空機差不多墜落太陽燒成灰燼前，被人把機體回收救起。拯救主角的人是屬於Red Arcopolis Research Team，該組織在調查同僚被機械人所殺的事件，懷疑PTMC公司故意在機械人植入電腦病毒，但執法機構CED對PTMC這大企業束手無策，所以雇用主角拯救有關人士，揭發PTMC在整個機械人瘋狂化事件的背後陰謀。